# Lagos National Stadium
 (avril 2025).
Le Lagos National Stadium, aussi appelé Surulere Stadium, est un stade multifonction à Surulere, dans l'État de Lagos au Nigeria.
Il a été principalement utilisé pour les matches de football jusqu'en 2001.
Il est situé juste en face du stade Teslim Balogun (en) achevé en 2007.

## Histoire
Quand le stade est construit en 1972, il a une capacité de 55 000 places, avant d'être réduit à 45 000 en 1999.
Il accueille plusieurs compétitions internationales dont la Coupe d'Afrique des nations de football 2000 et des matches de qualifications pour la Coupe du monde.
Il a servi également de stade principal pour les Jeux africains de 1973.
En 1977, le FESTAC 77, un important festival d'art et de culture noirs et africains qui réunit 48 pays, est inauguré avec un défilé dans le Lagos National Stadium.
Le stade est laissé à l'abandon depuis 2002. Il accueillit néanmoins pour la dernière fois l'équipe du Nigeria de football en 2004.
Il est depuis utilisé occasionnellement pour des rassemblements religieux et est occupé par des squatters[réf. nécessaire].